# Vịnh Colwell
Vịnh Colwell là một vịnh ở phía tây của đảo Wight. Nó nằm giữa thị trấn Totland và Yarmouth. Điểm cực bắc của vịnh là Điểm cuối của Cliff (pháo đài Albert), điểm gần nhất của Đảo với đất liền Anh, với Lâu đài Hurst nằm ở cuối bán đảo dài chỉ 1500 mét về phía tây bắc. Điểm cực nam là Warden Point.
Vịnh Colwell có một bãi biển nổi tiếng, dài hai dặm với cát và đá cuội, và các điểm tiện ích bao gồm quán cà phê, cửa hàng và các cửa hàng cho thuê thiết bị.
Một diện tích 13,56 ha đã được thông báo là Địa điểm được quan tâm khoa học đặc biệt, thông báo ban đầu diễn ra vào năm 1959. Địa điểm này rất có ý nghĩa đối với địa chất Eocene và môi trường sống vách đá mềm thực vật hàng hải.
Đây là vị trí của ba hẻm núi dốc đứng: Colwell, Brambles và Linstone.
Vịnh Colwell nằm trên đường A3054 và gần điểm đầu phía tây của đường A3055. Giao thông công cộng đến khu vực được cung cấp bởi Nam Vectis tuyến số 7 và Needles Tour.